# The Four Seasons
The Four Seasons és una banda nord-americana de rock i pop que va tenir èxit internacional durant les dècades dels anys 60 i anys 70. El 1960, la banda coneguda com The Four Lovers va canviar el nom en The Four Seasons, amb Frankie Valli com a cantant principal, Bob Gaudio als teclats i veus de tenor, Tommy DeVito a la guitarra principal i veu de baríton i Nick Massi al baix elèctric i veus greus.
Mentre cantants, productors i músics han entrat i sortit de la banda, Gaudio i Valli han sigut els referents dels enregistraments. Gaudio ja no toca en directe, i va deixar Valli com l'únic membre de la banda des del seu inici que forma part de les gires a partir de 2017.
The Four Seasons va ser una de les dues úniques bandes nord-americanes (l'altra foren els Beach Boys) a gaudir d'un gran èxit a les llistes abans, durant i després de la Invasió Britànica. La formació original de la banda va ser inclosa en el Saló de la Fama del Rock and Roll el 1990, i es va afegir al Saló de la Fama de Grups Vocals el 1999. És un dels grups musicals que han venut més de tots els temps amb, aproximadament, ceny milions de discos a tot el món.

## Història

### Abans de The Four Seasons
El primer llançament comercial de Frankie Valli, va ser «My Mother´s Eyes» ("Els ulls de la meva mare») com a Frankie Valley. L' any següent, juntament amb el guitarrista Tommy DeVito, van formar The Variatones (amb Hank Majewski a la guitarra rítmica, Frank Cattone a l'acordió i Billy Thompson a la bateria), que entre 1954 i 1956 van presentar els seus enregistraments sota una varietat de noms abans de ser coneguts com The Four Lovers. Aquest mateix any, el quartet va llançar el seu primer enregistrament «You're the Apple of My Eye» que va aparèixer en la llista de Billboard Top 100 en el lloc núm. 62. Cinc senzills més de The Four Lovers (amb RCA Victor) van ser llançats l'any següent virtualment sense vendes en airplay, jukebox play. El 1957 el setè senzill de la banda (aquesta vegada amb Epic) no va ser un èxit.
Del 1956 fins al 1958, la banda actuà en clubs i salons com The Four Lover i gravant amb diversos segells musicals. Frankie Tyler, Frankie Valley, Frankie Valley and the Travelers, Frankie Valley and the Romans, The Village Voices i The Topics són alguns dels 18 noms que van utilitzar tant de manera individual com a col·lectiva pels membres d'aquesta banda. El 1958, Charles Calello va ser reemplaçat per Nick Massi al baix.
El 1959, la banda va començar treballant amb el productor i compositor Bob Crewe, inicialment per a una sessió de treball (Crewe va escriure «I Go Ape»), la qual Valli va gravar per fern-ne un senzill. Més tard, el mateix any, The Four Lovers es van presentar a Baltimore al mateix temps que The Royal Teens, els qui tenien una cançó de molt èxit anomenada «Short Shorts» una cançó co-escrita pel compositor adolescent Bob Gaudio, qui també va ser teclista de The Royal Teens. Al final de 1959, Gaudio es va afegir a The Four Lovers com a teclista i guitarrista en lloc del guitarrista rítmic Hank Majewski. L'any següent, Nick Massei va reemplaçar de Calello, que va romandre dins la banda com a arranjador musical.
El 1960, després de canvis en el personal, la sort de The Four Lovers no havia canviat amb aquests ajustos i van seguir fracassant en l'audició per tocar en una sala a Union Township al comtat d'Union County a l'estat de New Jersey, un establiment de bolig. D'acord amb Gaudio, «Ens sentíem fora d'alguna cosa. Així que imitarem el nom de l'establiment del bolig. I ens vam anomenar The Fours Seasons». Finalment, després d'una quants anys de frustració amb els The Four Lovers, aquest fou el punt inicial de la banda. Més tard, amb un bon encaix entre l'arranjador/compositor Bob Gaudio i el cantant solista Frankie Valli, el grup The Four Seasons s'havia format.

## Carrera ascendent
The Four Seasons van signar com a artistes en la companyia de producció de Crewe, alliberant el seu primer senzill produït per Crewe el 1961 («Bermuda» / «Spanish Lace» a Gone Records). El senzill no va arribar a les llistes. La banda continuà treballant amb el productor Bob Crewe com a cantants de suport i de vegades presentant-se amb els diferents noms de la banda, per produccions amb Crewe propietari del segell Topix. Bob Gaudio va escriure una cançó després d'una discussió entre Crewe i Gaudio, titulada «Sherry». Aquesta cançó es va compondre en 15 minuts tot aprofitant les qualitats vocals de Frankie Valli. Després que la cançó va ser gravada, Crewe i els membres de la banda van sol·licitar un segell discogràfic per alliberar-ho. Això va fer que Frankie Valli parlés amb Randy Wood, mànager de vendes de la Costa Est del segell discogràfic Vee-Jay Records, qui va suggerir l'alliberament de «Sherry» amb Vee-Jay. La impressió que va produir «Sherry» va permetre que Crewe signés un acord entre la seva companyia de producció i Vee-Jay per al seu alliberament. Van ser els primers artistes blancs a signar amb Vee-Jay.
El 1962, la banda va llançar el seu primer àlbum. Se'n va treure el senzill «Sherry» el qual fou el seu primer hit que entrava a les llistes, i va ser la seva primera cançó número 1 a Billboard. Sota el lideratge de Bob Crewe, The Four Seasons van tenir amb «Sherry» vendes milionàries de molts del hits compostos per Crewe i Gaudio, incloent-hi «Big Girls Don't Cry» (el seu segon hit núm.1), «Walk Like a Man» (el tercer núm.1), «Candy Girl», «Ain't That a Shame» i d'altres. En resum, van produir un àlbum per Nadal, el desembre de 1962, que aparegué a la llista com a «Santa Claus Is Coming to Town».
El 1962 van ser convidats a presentar el seu hit «Big Girls Don't Cry» (Noies grans no ploren) al xou American Bandstand.

### De Vee-Jay a Phillips

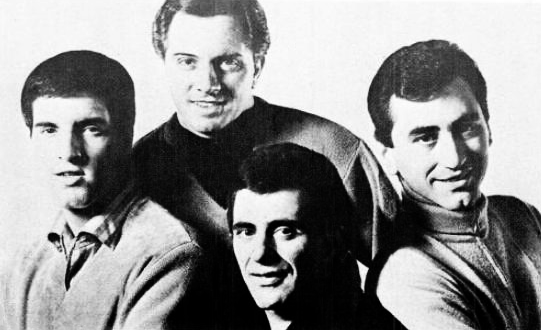
The Four Seasons el 1966

Després de l'èxit de la banda, Vee-Jay Records va patir un desastre financer. El segell havia alliberat en un inici diversos senzills amb The Beatles als Estats Units. Quan the Beatles es van fer molt populars, Vee-Jay va ser inundada amb encàrrecs i ells van començar a enviar més de dos milions d'enregistraments dels Beatles mensualment. L'enorme demanda de la producció en massa, van involucrar problemes de pagament i quan arribà la pèrdua de la música dels Beatles –Trans-Global, un segell amb llicència d'EMI, distribuí els seus productes–, es cancel·là el contracte amb Vee-Jay el 3 d'agost de 1963. Com que no hi va haver pagament de royaltys, va patir una forta pressió perquè Vee-Jay romangués en flotació. Vee-Jay continuà sent el productor del primer àlbum de The Beatles (en diverses formes) tot desafiant la cancel·lació. Al cap d'un any de negociacions, Capitol Records va poder posar fi als drets legals de Vee-Jay, el 15 d'octubre de 1964.
Mentre el segell estava amb aquesta batalla legal amb The Beatles i Capitol Records, el cànon que es cobrava entre Veu-Jay i The Four Seasosn va entrar en disputa i van anar a judici. El gener de 1964 després de diversos reeixits àlbums sense cobrar de Vee-Jay, The Seasons van deixar el segell discogràfic i es van canviar a Philips Records, una divisió de Mercury Records. El 1965, per ordre judicial, Vee-Jay es va refusar l'alliberament dels drets de tot el material que la banda havia gravat per al segell. Vee-Jay va exercir els seus aquests drets fins a l'any següent. La banda va ser obligada a alliberar un àlbum final per Vee-Jay, en la forma d'un LP en directe. Quan Vee-Jay es va declarar en fallida el 1966, el catàleg de The Four Seasons amb Vee-Jay van retornar a la banda sense el pagament del cànon i els enregistraments van ser reinserits a Phillips Records.
El canvi de segell no va disminuir la popularitat de The Four Seasons durant el 1964, ni tampoc va afectar especialment l'arribada de la invasió britànica ni la beatlemania. Per tant, «Dawn (Goo Away)» (gravat amb Atlantic Records, però mai alliberat per ells) va ser triomfar com a núm.1 en the Hot 100 en la mateixa època que tres senzills editats pels Beatles, el 21 de març de 1964 (dues setmanes després que cinc cançons dels Beatles van ocupar el Top Five); fou la «batalla» entre The Beatles i The Four Seasons. Vee-Jay va crear un paquet de dos discos dobles amb el propòsit de poder usar per anotar enregistraments individuals per als seus artistes favorits. Els discos va ser reinserits en un àlbum Introducing... The Beatles i Golden Hits of the Four Seasons, i cada àlbum era presentat pel seu segell original, amb els títols i el número del catàleg. Avui aquest doble àlbum està molt buscat pels col·leccionistes.

### Una banda, diversos actes
Nick Massi va deixar The Four Seasons el setembre de 1965. L'arranjador de la banda, Charles Calello (antic membre de The Four Lovers), fou temporalment reemplaçat. Pocs mesos més tard, Joe Long va ser contractat permanentment i va ser el pilar de la banda tocant el baix i fent els cors fins al 1975 quan Calello va tornar com a arranjador. Mentrestant, The Four Seasons van produir enregistraments sota una varietat de noms, incloent The Valli Boys, the Wonder Who? i Frankie Valli. Cada enregistrament de Valli com a solista, formava part de «My Eyes Adored You» (La meva adoració era veure't); el 1974 van ser gravades per The Four Seasons al mateix temps i en les mateixes sessions d'enregistrament com un altre material de The Four Seasons. Valli gravaria el seu primer senzill des de 1960 sol, sense The Four Seasons, el 1975 amb «Swearin' to God» (Jurament Diví).

### Finals del 60s i el canvi a Motown
El 1969, la popularitat de la banda va declinar, amb canvis en el gust del públic el qual mostrava interès en el rock amb les seves variants cap al heavy metal i els canvis en la música popular d'acord amb els canvis socials i culturals. Després d'això, Bob Gaudio juntament amb la seva parella compositora de música folk Jake Holmes van escriure un àlbum titulat The Genuine Imitation Life Gazette, on es discutia les situacions contemporànies de la banda en temes com el divorci, ("Saturday's Father») i Kinks-style on es satirizaba les noves formes de viure (per ex., «American Crucifixion and Resurrection» o «Genuine Imitation Life»).
L'àlbum va ser dissenyat com a suport de la portada d'un periòdic molt abans que ho fes Jethro Tull anys després. El disc va ser un fracàs comercial fent que la banda deixés el segell Phillips poc després, però això va captar l'atenció de Frank Sinatra, i en el seu àlbum de 1969, Watertown, hi col·laboraren Gaudio, Holmes i Calello. L'últim hit de The Four Seasons a Phillips el 1970 «Patch of Blue» tenia el nom de «Frankie & The Four Seasons», però el canvi no va fer reviure l'èxit de la banda. Van retornar al nom the «Four Seasons» traient un senzill de Crewe, amb una peça melòdica «And That Reminds Me» que va arribar al núm. 45 a Billborard.
Després d'abandonar Phillips, The Four Seasons van gravar un senzill per a Warner Bros, «Seleeping Man» recolzada per «Whatever You Say» que va aparèixer a Anglaterra però no als Estats Units. John Stefan, trompetista principal de la banda, va arreglar les parts de la trompa. Seguint aquest senzill, la banda va signar amb Motown el primer LP «Chameleon» el 1972, amb fracàs en les seves vendes i altres produccions posterior van tenir poc èxit.
A finals de 1973 i principis de 1974, The Four Seasons van gravar vuit cançons per a un segon àlbum de Motown, el qual la companyia va rebutjar i més tard el 1974, el segell i la banda es van separar. Amb el nom de The Four Seasons Partnership, Valli va tractar d'aconseguir tots els enregistraments màster de la banda realitzades per Motown. Més endavant, Larry Uttal, propietari de Private Estoc Records, va proposar un enregistrament amb Frankie Valli com a solista. A finals de 1974 Valli tenia un nou segell i una nova carrera com a solista.

### Ressorgiment
Mentre els hits de The Four Seasons s'havien acabat en la primera meitat dels anys 70s, la banda mai va perdre la seva popularitat ni la seva presència en actuacions en directe. Joe Long va ser un membre establert en la banda fins a 1975. Però la nova formació de la banda, tenia dos nous cantants principals: Do Ciccone (anteriorment amb the Critters) i Gerry Polci, qui havia substituït al principal cantant Frankie Valli que estava malalt, que gradualment va anar perdent l'audició a causa d'una otoesclerosis, que posteriorment amb cirurgia per recuperar la seva audició. «My Eyes Adored You» va ascendir en els senzills del Hot 100 a principis de 1975, Valli amb Gaudio, que havia aconseguit ser el manáger de The Four Seasons, va signar amb la Warner Bros Records; era l'`època de la música disco. Al mateix temps, Uttal va produir The Four Seasons Story, un recull d'enregistraments dels majors èxits de la banda des de 1962 a 1970. Fou un disc d'or amb vendes que van depassar el milió de còpies abans que la RIAA comencés a atorgar els premis platí en àlbums amb vendes majors al milió de còpies.
El 1975, les vendes de discos es van expandir per a tots dos: Valli i The Four Seasons tenint tots dos vendes d'un milió de senzills als Estats Units: «My Eyes Adored You», amb Valli, era núm. 1 en els 100 Hot al març, «Who Loves You», amb The Four Seasons, va arribar a la posició núm. 3 el novembre. En el Regne Unit, Tamla Motown va produir «The Night» (La Nit) com un senzill que arribà al núm. 7 en les llistes britàniques. «My Eyes Adored You» fou també un Top 10 en el Regne Unit pel febrer d'aquest any. Vally va tenir el seu primer núm. 1 l'estiu de 1975 quan Bob Crewe va produir «Swearin' to God» (Jurament Diví) seguint «My Eyes Adored You» dins dels primers llocs al Hot 100, arribant al núm. 6 i capitalitzant la seva progressió. La cançó va ser llançada en tres formats: la versió de 8 minuts de l'àlbum, la versió ampliada a 10 minuts i la versió senzilla de 4 minuts.
L'àlbum «Who Loves You» (Qui t'estima) va donar la sorpresa amb vendes milionàries per a la banda. Gerry Polci va fer la meitat de les veus, compartint amb Valli i una veu amb Ciccone ('Eslip Away'). «Who Loves You» va ser núm. 3 en la llista Billboard als Estats Units i va ser un Top 10 en la Gran Bretanya l'octubre de 1975 originant aquí un rellançament de la seva carrera.
The Four Seasons van començar el 1976 dalt de les llistes de Billborad amb el seu cinquè senzill núm.1, «December, 1963 (Oh, What a Night)», coescrita per Bob Gaudio i la seva futura esposa Judy Parker. El senzill també va ser núm. 1 en el Regne Unit.
La banda va tenir èxits menors en les llistes i"December, 1963» va marcar la fi de The Four Seasons en la carrera de senzills. «Silver Star» arribà al Top 10.

### Després de la música disc
L'èxit de Who Loves You va incrementar la popularitat de The Four Seasons com a grup en gires. Però quan l'àlbum Helicon de 1977 va ser produït per Warnes Bros., l'afició estava canviant una altra vegada, tant amb relació a la banda com amb Valli. El nou enregistrament només va sortir als Estats Units en un senzill, «Down the Hall», el qual no va arribar a entrar en els Hot 100. En les llistes britàniques van tenir èxits amb Down The Hall» i «Rhapsody». Al mateix temps Valli va començar a treure senzills reeixits sent al final de la seva separació amb Private Sock Records. Helicon va mostrar a Polci i Ciccone com els cantants importants de la banda. Valli a més havia participat en els cors a «Rhapsody» i en alguns cors de suport, només fent una breu aportació de cantant principal en dues cançons que van ser cantades per Polci com «New York Street Song (No Easy Way)». Valli va tenir el paper de cantant solista en la cançó que concloïa el albúm, escrita per Gaudio-Parker, «I Believe in You"
El 1978 el senzill «Grease» (Vaselina), li va donar un núm. 1 mentre la pel·lícula del mateix nom tenia la més alta recaptació com a musical dins la història cinematogràfica; fou el darrer Top 40 per a la banda. Tant Valli com la banda van produir altres senzills i un àlbum bàsic, però després de «Grease» només una versió barrejada (remixed) del seu èxit mñes gran, «December 1963» va arribar a la meitat de Hot 100 el 1994. El gener de 1981, Warners va produir Frankie Valli & The Four Seasons, reunits en directe. Produït per Bob Gaudio, va ser un doble àlbum gravat en un concert i on es van afegir dos enregistraments d'estudi «Spend The Night in Love» i «Heaven Must Have Sent You (Here in The Night)» cantada per Valli.
El 1984 una col·laboració molt esperada entre The Four Seasons i the Beach Boys, fou produïda per FBI Records, propietat de The Four Seasons Partnership, amb inclusió de molts dels sobrevivents de The Beach Boys (inclòs Brian Wilson). Però aquest enregistrament no es va vendre bé. L'agost de 1985 MCA Records va produir un àlbum de la banda anomenat Streetfighter, un disc que recordava pel seu estil a quan s'anomenaven the Monotones, el 1957, però modernitzats. Pel setembre de 1992 l'àlbum va ser titulat Hope + Glory (Esperanza + Gloria) i produit pel segell MCA/Curb.
L'última edició de The Four Seasons, amb Valli, va donar lloc a una gira per Amèrica del Nord l'any 2007. D'aquesta gira, es van produir 3CD + 1DVD amb capsa: Jersey Beat... The Music Of Frankie Valli & the 4 Seasons considerada com la millor col·lecció de The Four Seasons.
Un comercial de la marca Adidas amb una versió de música seva va ser molt popular a YouTube i presentava una festa en un casa amb famoses celebritats com David Beckham, Russel Simmons, Kevin Garnett, Missy Elliott, Katy Perry i Mark Gonzales. Des de l'any 2008 Frankie Valli ha continuat fent gires pel món amb una nova banda de The Four Seasons formada per Erik Bats, Ronen Bay, Craig Cady i Joseph Ott.

## Membres

### Formació actual
- Frankie Valli - veu (1960-avui)
- Robbie Robinson - teclats (1978-1979, 2000-avui)
- Craig Pilo - bateria (2001–avui)
- Keith Hubacher - baix (2001–avui)
- Matt Beldoni - guitarra (2005, 2014–avui)
- Gary Melvin - guitarra (2006-avui)
- Todd Fournier - cors (2008-avui)
- Brian Brigham – cors (2008–avui)
- Brandon Brigham - cors (2008–avui)
- Landon Beard - cors (2008–avui)

## Discografia
- 1962 - Sherry & 11 Others
- 1962 - The 4 Seasons Greetings
- 1963 - Big Girls Don't Cry and Twelve Others...
- 1963 - The 4 Seasons Sing Ain't That a Shame and 11 Others
- 1964 - Born to Wander – Tender and Soulful Ballads
- 1964 - Dawn (Go Away) and 11 Other Great Songs
- 1964 - Rag Doll
- 1965 - The 4 Seasons Entertain You
- 1965 - The 4 Seasons Sing Big Hits by Burt Bacharach... Hal David... Bob Dylan...
- 1965 - All New Recorded Live • On Stage with The 4 Seasons
- 1966 - Working My Way Back to You and More Great New Hits
- 1967 - New Gold Hits
- 1967 - The 4 Seasons Present Frankie Valli Sol
- 1968 - Timeless
- 1969 - The Genuine Imitation Life Gazette
- 1970 - Half & Half
- 1972 - Chameleon
- 1975 - Who Loves You
- 1977 - Helicon
- 1985 - Streetfighter
- 1992 - Hope + Glory